# Johan (tijdschrift)
Johan was een Nederlands voetbalmaandblad dat in september 2000 voor het eerst verscheen. Het blad, dat elf keer per jaar uitkwam, onderscheidde zich door diepte-interviews met mensen uit de voetbalwereld af te nemen en voetbalartikelen met een humoristische noot te publiceren. De laatste editie kwam uit in juli 2005. Het blad werd opgeheven omdat er te weinig van verkocht werden.